# Musique bosnienne
La musique bosnienne, ou musique bosniaque, désigne la musique de Bosnie-Herzégovine, dont les Bosniaques sont la composante majoritaire. Située à un carrefour culturel sujet à de nombreux bouleversements politiques, la musique bosniaque est pétrie d'influences slaves, grecques, turques, hongroises, albanaises et tziganes. Longtemps sous domination étrangère (ottomane, hongroise et yougoslave), l'identité du pays s'est forgée tour à tour autour des communautés musulmane bosniaque, catholique croate, orthodoxe serbe.
À l'époque de la Yougoslavie, la musique folklorique bénéficiait d'un soutien étatique à des fins de propagande.

## Musique traditionnelle

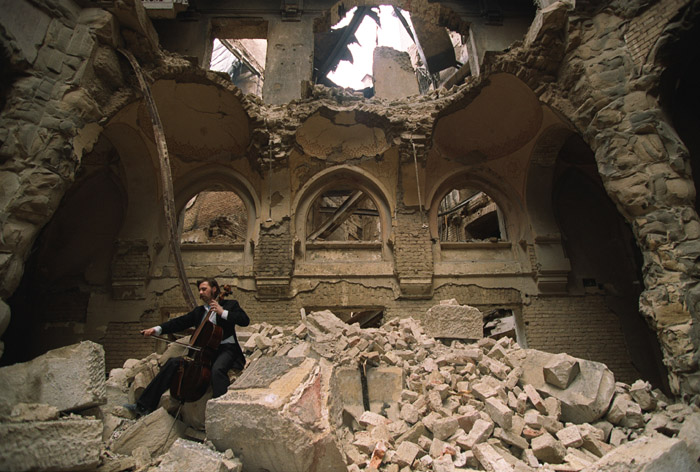
Ruine et musique.

Depuis le XXe siècle, l'izvorna bosanska muzika (ou musique traditionnelle) est répandue à Drina et Kalesija sous la forme d'ensembles de chanteurs accompagnés par des violons et un šargija. Les traditions rurales comportent divers types de chants criés telles les polyphonies ganga et ravne pjesme. 
Parmi les groupes de renom, on peut citer Braća Begići, Baščovani, Braća Babajić, Halid Musić, Sateliti, Salcine Meraklije, Zvuci Podrinja, Refkini Ahbabi et Izvor Music.

### Sevdalinka
La sevdalinka est une chanson de l'amour, un genre mélancolique typique (« blues bosnien »)  voisin de la musique turque dont elle dérive certainement. En Bosnie il y a une expression qui se traduit littéralement par «tomber à Sevdah», qui fait référence à un état de mélancolie, de débordement émotionnel extrême et même de bonheur souvent influencé par l'alcool. 
On la joue au saz d'habitude, mais l'accordéon l'a supplanté, avec chant, guitare, basse, clarinette, violon et caisse claire. 
Les artistes reconnus sont  Zaim Imamović (en), Safet Isović (en), Nada Mamula, Himzo Polovina (en), Zehra Deović (en), Nedzad Salković, Beba Selimović (en),  Kadir Kurtagić, Emina Ahmedhodžić, Hasim Muharemović, Muhamed Mesanović-Hamić, Hanka Paldum, Amira Medunjanin, Damir Imamović, Vanja Muhović et Divanhana, Jadranka Stojaković, et Mostar Sevdah Reunion (en).

## Musique religieuse
Bien qu'implantées depuis le XVe siècle, les confréries soufies (Rufa'i ou Rifâ'iyya, Kadiri ou Qâdiriyya, Nakshbandi ou Naqshbandiyya et Mevlevi ou Mawlawiyya) ont dû se faire discrètes pendant le régime communiste (1946-1990) ; de rares groupes de musiques se sont manifestés depuis les années 1990. 
Les ilahije i kaside sont des chants responsoriaux ou hétérophones religieux musulmans en arabe, en persan ou en turc exécutés par des ensembles vocaux masculins avec accompagnement de tambour sur cadre.
Parmi les musiciens de renom, on compte[style à revoir] Aziz Alili, Burhan Šaban, Nesidu-l-Huda et Mensur Malkić ou 3 Hafisa. On trouve[style à revoir] aussi encore parmi la communauté juive, des chants judéo-espagnols en ladino.

## Musique classique
Le renom des compositeurs de musique classique n'a guère dépassé les frontières du pays : Edin Dino Zonić, Mirsad (Giga) Jelesković, Ališer Sijarić et Dr Igor Karača.

## Musique populaire

### Folk moderne
La musique folk moderne (novokomponovana narodna muzika ou narodna) mêle un répertoire de sevdah avec des orchestrations pop serbe ou turque.  Les groupes connus sont Halid Bešlić (en), Halid Muslimović (en) et Haris Džinović (en).
Le turbo folk en est la version la plus moderne.

### Rock et pop
Le rock est très populaire depuis longtemps avec les groupes Indexi, Bijelo dugme, Divlje jagode,  Crvena jabuka, Zabranjeno pušenje, Hari Mata Hari, Kemal Monteno, Dino Merlin, Regina, Plavi orkestar, Admir Manila, Alija Islamović et Igor Zerajic. 

### Musique électronique
La musique électronique est représentée par Adi Lukovac and the Ornaments, Mirza (Mizi) Čaušević (mentalEscape), Vuneny, Velahavle et dZihan & Kamien,  mentalEscape, DJ Mika, Mr Inessential, Narcis Jr., Monophonic, Cycle Six, Chipi, AXA et mentalEscape. 

### Heavy metal
Le heavy metal est représenté par Toxicdeath, Agonize et Kontra.

### Hip-hop
Le hip-hop est plus récent[Quand ?] avec Edo Maajka (en), Disciplinska komisija, Frenkie et HZA.

## Instruments traditionnels
Les instruments à vent comprennent : gaïta et accordéon. Les instruments à cordes comprennent : saz, gusle, sargija et tamboura. Les percussions : bimbir halka, kudüm, kudum-basa.